# Euroscoop (Maastricht)
Euroscoop was een bioscoop aan de Wilhelminasingel in Maastricht. De bioscoop werd geopend in 1994 en wisselde daarna verschillende keren van eigenaar. In 2020 sloot de bioscoop definitief zijn deuren. Twee jaar later volgde de sloop. In 2022-2024 verrees op deze locatie het hoofdkantoor van DSM-Firmenich.

## Geschiedenis

### MGM Cinemas
Eind jaren 1980 besloot de Mabi aan de Kleine Gracht dat het pand te verouderd was en dat een nieuw gebouw een vereiste was. Na gesprekken met de gemeente viel het oog op de oude Ambachtsschool op de hoek van de Sint Maartenslaan en Wilhelminasingel, sinds 1997 een rijksmonument. In 1992 kwam een ontwerp van Architectenbureau Hoen gereed waarin voorzien was in zes zalen. De toenmalige eigenaar van de Mabi verkocht dit project vervolgens door aan de Cannongroep. Afspraak was dat de Mabi zou sluiten en het personeel overgenomen zou worden door de nieuwe bioscoop. Kort daarop veranderde de naam van Cannongroup in MGM Cinemas.
In mei 1993 startte de bouw van de nieuwe bioscoop. Op 25 september 1994 draaide de laatste films in de Mabi en sloot de Mabi zijn deuren. Drie dagen later opende de MGM-bioscoop aan de Wilhelminasingel met de film True Lies van James Cameron. Volgens MGM was dit de eerste megabioscoop van Nederland. De bioscoop heeft zes gelijkvloerse zalen met in totaal 1678 zitplaatsen. De gymzaal van de voormalige Ambachtsschool was verbouwd tot Grand Café. Onder het gebouw was een parkeergarage gerealiseerd. De realisatie had ongeveer 13,5 miljoen gulden gekost.
In 1995 nam dankzij de komst van deze bioscoop het bioscoopbezoek in Maastricht met 68% toe. De verklaring van de stijging zat deels in de toegangsprijs: voor 2,50 gulden kon men overdag de bioscoop bezoeken. De concurrentie van de Euroscoop-bioscoop met acht zalen in Lanaken, die in 1993 geopend was, was groot.

### Pathé (1)
Een jaar na de opening verkocht MGM Cinemas de bioscoop door aan Pathé Cinemas. De lage toegangsprijs verdween en studentenkorting kwam ervoor in de plaats. Het verlieslijdende Grand Café werd gesloten. Het aantal dagvoorstellingen werd verlaagd.
In 1996 werd in Hasselt de megabioscoop Kinepolis geopend die 14 zalen had.

### Minerva en Pathé (2)
Hoewel er af en toe kassuccessen waren zoals de film Titanic in 1998, vond Pathé de omzetcijfers voor de langere termijn dusdanig tegenvallen, dat de bioscoop werd verkocht aan Minerva Theaters in april 1999. Deze liet boven de ingang enkel het woord 'Cinema' aanbrengen. In 2010 werd Minerva overgenomen door Pathé Nederland. Hierdoor kwam de bioscoop weer in bezit van Pathé.

### Euroscoop
In maart 2014 stootte Pathé de bioscoop opnieuw af om een nieuwe bioscoop te beginnen in een nieuw gebouw op het oude Sphinx-terrein aan de Boschstraat. De bioscoop aan de Wilhelminasingel werd overgenomen door Euroscoop.

### Pathé (3)
In november 2019 nam Pathé alle vestigingen van Euroscoop over en hierdoor kwam de bioscoop wederom in handen van Pathé. Hiermee heeft Pathé voor de derde keer de bioscoop aan de Wilhelminasingel overgenomen. Op 12 februari maakte Pathé bekend opnieuw de bioscoop af te stoten omdat er volgens het bedrijf geen plaats is voor twee bioscopen in Maastricht. Het plan was om de bioscoop te sluiten per 1 april 2020. Door de coronacrisis in Nederland werd de sluiting vervroegd en werd de bioscoop per 15 maart 2020 definitief gesloten.

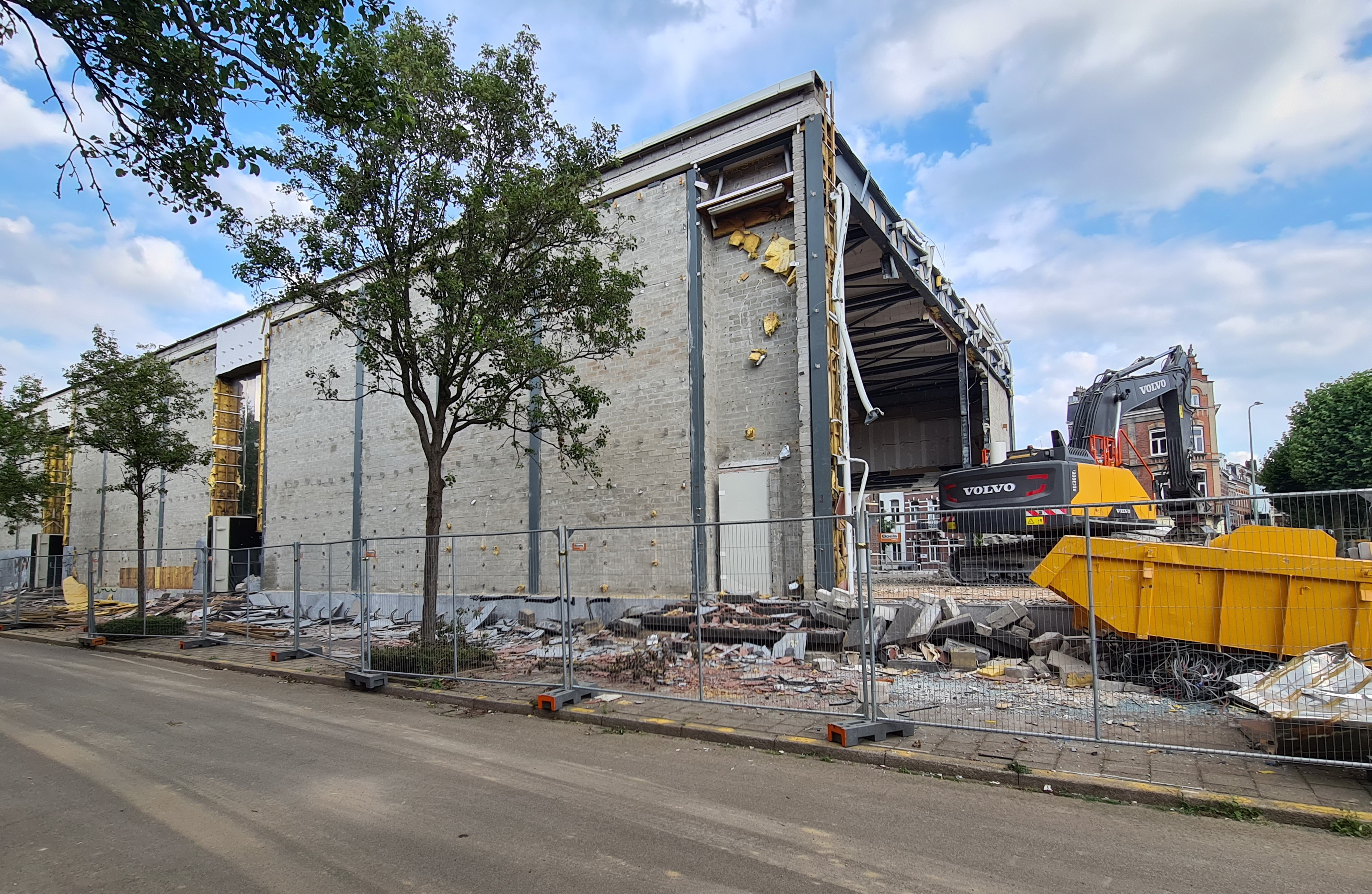
Sloop van de bioscoop, juli 2022

## Sloop en nieuwbouw
In 2021 maakte het Nederlandse chemiebedrijf Koninklijke DSM bekend dat het internationale hoofdkantoor eind 2023 overgeplaatst zou worden van Heerlen naar Maastricht. Het bedrijf had in die laatste stad de rijksmonumentale Ambachtsschool en aangrenzende Euroscoop op het oog. De bioscoop werd in 2022 op de parkeergarage na gesloopt; het schoolgebouw werd gerenoveerd. De projectontwikkelaars EDGE en 3W bouwden vanaf eind 2022 op het terrein een energieneutraal en circulair kantoor met circa 400 flexplekken, die plaats bieden aan ruim 700 medewerkers. DSM-Firmenich – het bedrijf was inmiddels gefuseerd – least het complex voor minimaal twintig jaar van de ontwikkelaars. Het nieuwe hoofdkantoor werd op 30 mei 2024 geopend door koningin Máxima.